# Неждет Шабан
Неждет Джевдет Шабан е български политик, в два последователни мандата е кмет на община Омуртаг, издигнат от ДПС.

## Биография
Неждет Шабан е роден на 10 септември 1977 година в град Търговище, България. Завършва специалност „Счетоводство и контрол“ в Стопанска академия „Димитър А. Ценов“ (1995 – 2000), а след това специалност „Политология“ във ВТУ „Св. св. Кирил и Методий“ (2003 – 2006).
В периода от 2004 до 2007 година е главен експерт информационно обслужване в дирекция „Административно правно информационно обслужване“.

### Политическа кариера
През 2007 година става кмет на град Омуртаг, който управлява в два последователни мандата.

#### Избори
На местните избори през 2007 година е избран за кмет от листата на ДПС, печели на първи тур с 67,30 %, втори след него е Шенай Алиева с 14,66 %, която е кандидат от листата на Коалиция „Заедно за Омуртаг“ (Новото време, Български социалдемократи).
На местните избори през 2011 година е избран за кмет от листата на ДПС, печели на първи тур с 59,45 %, втори след него е Енвер Ахмед с 28,04 %, издигнат от инициативен комитет.